# Apostolos Skondras
Apostolos Skondras (in greco Απόστολος Σκόνδρας?; Atene, 29 dicembre 1988) è un calciatore greco, centrocampista svincolato.

## Palmarès

### Club

#### Competizioni nazionali
- Beta Ethniki: 2

Atromītos: 2008-2009
NPS Veria: 2020-2021 (gruppo Nord)